# Pekingský konsenzus
Pekingský konsenzus představuje alternativní ekonomicko-politický model rozvoje rozvojových zemí, kdy je dáván důraz na ekonomický rozvoj bez tlaku na rozvoj v politické oblasti. Pekingský konsenzus byl zformulován v návaznosti na tzv. Washingtonský konsenzus a vymezuje se vůči němu.

## Geneze a definice Pekingského konsenzu
Do nástupu ekonomické krize v roce 2007 představoval Washingtonský konsenzus (WK) převládající paradigma přístupu Západu k rozvojovým zemím. Realizací neoliberálních reforem a doporučení Washingtonského konsenzu nejen v ekonomické, ale i v politické oblasti byla podmíněna rozvojová asistence ze strany tzv. „washingtonských institucí“: Mezinárodního měnového fondu a Světové banky. Ekonomická krize však zpochybnila univerzální aplikovatelnost koncepce Washingtonského konsenzu na rozvojové země. Zatímco západní rozvinuté ekonomiky po dobu krize stagnovaly nebo vykazovaly propady HDP, zaznamenala Čína nepřetržitý několikaprocentní ekonomický růst. Z dlouhodobějšího pohledu Čína ve svém již tři dekády trvajícím transformačním období snížila podíl obyvatelstva nacházejícího se pod hranicí absolutní chudoby v bezprecedentním rozsahu. Příjem na obyvatele se v Číně za méně než dvě generace až zpětinásobil.
Čína se jako rozvojová země po zahájení vnitřních reforem nepodřídila radám a doporučením IMF a WB, které právě politickou liberalizaci kladou jako podmínku ekonomické asistence. V rozporu s konceptem WK tak nebyla v případě Číny ekonomická liberalizace doprovázena téměř žádnou liberalizací politickou. Fakt, že rozvojová země může být ekonomicky úspěšná i bez politické liberalizace, byl impulzem k hledání nového „konsenzu“.
Koncept Pekingského konsenzu (PK) zformuloval v roce 2004 americký publicista Joshua Cooper Ramo v eseji s názvem The Beijing Consensus: notes on the new physics of Chinese power. Čínskou transformační zkušenost shrnul do tří hlavních bodů s cílem formulovat nové obecné paradigma, které by bylo aplikovatelné na řadu rozvojových zemí, u nichž Washingtonský konsenzus selhává. Jsou jimi:
1. ekonomický rozvoj tažený inovacemi,
2. ekonomický úspěch měřen v kategoriích udržitelnosti a rovnosti, nejen růstem HDP,
3. sebeurčení pro Čínu a další země ve vztahu k USA.

Mezi další klíčové charakteristiky vyplývající z autorovy eseje patří: opozice PK vůči WK; globalizace „vlastní cestou“; pozitivní příklad Číny, nikoliv uplatňování (vojenského či jiného) nátlaku, nevměšování se do vnitřních záležitostí ostatních států a rozvinutí asymetrických schopností k vybalancování vlivu USA. Období čínské transformace je dále dlouhodobě charakteristické kombinací tržního systému (státního kapitalismu) a autoritářského režimu. Tuto kombinaci označuje J. C. Ramo za „autoritářský kapitalismus. Oproti rozšířenému neoliberálnímu konsenzu omezeného vládního zasahování do ekonomiky prosazuje Čína silný vládní intervencionismus. Vládní intervencionismus lze proto označit za další rys PK. PK neupravuje jenom vnitropolitické otázky, nýbrž má i mezinárodněpolitické důsledky. Pro rozvojové země, které se v současném stádiu svého vývoje nemohou, anebo nechtějí plně či alespoň zčásti politicky liberalizovat, představuje PK atraktivní alternativu. Čína navíc ochotně poskytuje rozvojovou asistenci a výhodné půjčky rozvojovým zemím a uzavírá s nimi preferenční obchodní dohody, aniž by na dané státy kladla jakékoliv politické požadavky. Byť se Čína v tomto ohledu nevměšuje do vnitřních záležitostí rozvojových zemí, může čínská ekonomická přítomnost v rozvojových zemích představovat zahraničněpolitický nástroj, jak tyto země zahrnout do své sféry vlivu. Razantní obrat rozvojových zemí k čínským investicím může nahradit závislost na minulých koloniálních mocnostech novodobou neokoloniání závislostí na Číně. Může se tak stát i přesto, že se Čína v rámci své zahraniční politiky formálně odvolává na antikolonialismus.

## Kritika Pekingského konceptu
V reakci na zveřejnění výše uvedeného článku se na autora J. C. Ramo snesla vlna akademické kritiky. S jeho vymezením PK řada autorů nesouhlasila a kritizovala jej za nedostatečnou a příliš vágní definici. V případě bodu č. 1, tedy ekonomického rozvoje taženého inovacemi, lze namítnout, že inovace zcela jistě nebyly klíčovou složkou ekonomického růstu a rozvoje Číny. Čínské firmy se integrovaly do globálních dodavatelských řetězců převážně jako montovny, nikoliv jako tahouni na poli moderních technologií. Design produktů a výrobní know-how pocházelo a do jisté míry stále pochází ze zahraničí. Co se týče bodu č. 2, ekonomického úspěchu měřeného v kategoriích udržitelnosti a rovnosti, nejen růstem HDP, ani tento bod pro Čínu téměř neplatí. Typickými rysy čínského ekonomického růstu posledních tří dekád jsou prohlubující se nerovnost příjmů a bezmezná exploatace přírodních zdrojů. Kritiku si vysloužilo i označení do jisté míry unikátní čínské transformační zkušenosti za univerzálně vyhlížející „konsenzus“. Podle této logiky by bylo možno označit historickou zkušenost kterékoliv rozvojové země taktéž za konsenzus. Mnohem přesnější označení proto představuje termín „Čínský model“, který připouští specifika čínského vývoje, ale nepředpokládá jeho okamžitou aplikovatelnost na další rozvojové země. "Autoritářský kapitalismus“ také není výhradně čínské specifikum. Mnoho východoasijských a latinskoamerických rozvojových zemí zaznamenalo značný ekonomický růst v rámci silného autoritářského režimu. Nelze ani tvrdit, že WK a PK se vzájemně vylučují a představují tedy opačné póly. Při bližším pohledu na všechny aspekty čínské ekonomické transformace je patrné, že Čína aplikovala až 8 z 10 liberalizačních bodů WK, přičemž se stala členem WTO. Spíše než o protipól se v případě PK jedná o doplněk k WK.
Má-li zde vymezený ekonomicko-politický rozvojový model prosperující autoritářské země představovat skutečnou konkurenci pro neoliberální koncept rozvoje, je nutno posoudit míru jeho přenositelnosti na další rozvojové země. Kritici konceptu PK se shodují, že atraktivita PK či Čínského modelu pro rozvojové země nespočívá v jeho ekonomicko-politickém pojetí vládnutí, nýbrž v masivním přílivu čínských investic a rozvojových projektů, které nejsou podmíněny žádnými politickými reformami a tlakem na zlepšení governance jako v případě USA či EU. Dodejme, že investování čínských firem v rozvojových zemích je snazší v tom smyslu, že nemusejí v takové míře dbát na sociální a ekonomické standardy, jak tomu bývá u investic v západních zemích. Lákadlem PK tedy není autoritářský režim jako takový, nýbrž dlouhodobý závazek k ekonomickým reformám a ekonomickému růstu, a to v rámci stabilního ekonomického prostředí, na které se mohou investoři spolehnout.
Samotná čínská akademická obec se s konceptem PK příliš neztotožňuje, neboť je pro ni příliš konfrontativní a antiamerický.